# Johann von Schraudolph
Johann von Schraudolph, född den 13 juni 1808 i Oberstdorf, död den 31 maj 1879 i München, var en tysk målare. Han var bror till Claudius Schraudolph den äldre och Matthias Schraudolph samt far till Claudius Schraudolph den yngre.
Schraudolph studerade i München för Cornelius. Han utförde väggmålningar där (i Glyptoteket, Allerheiligenkirche, basilikan) och i domkyrkan i Speyer (i kupolen, koret och långhuset), gjorde kompositioner till glasfönster samt utförde en mängd stafflimålningar med kyrkliga och bibliska motiv (Kristi himmelsfärd, Petri fiskafänge med flera i Nya pinakoteket i München).

## Utmärkelser
- Maximiliansorden för konst och vetenskap,  1853
- Hedersmedborgare,  5 februari 1853[6]
- Bayerska Sankt Mikaels förtjänstorden

[Redigera Wikidata]